# Gifu

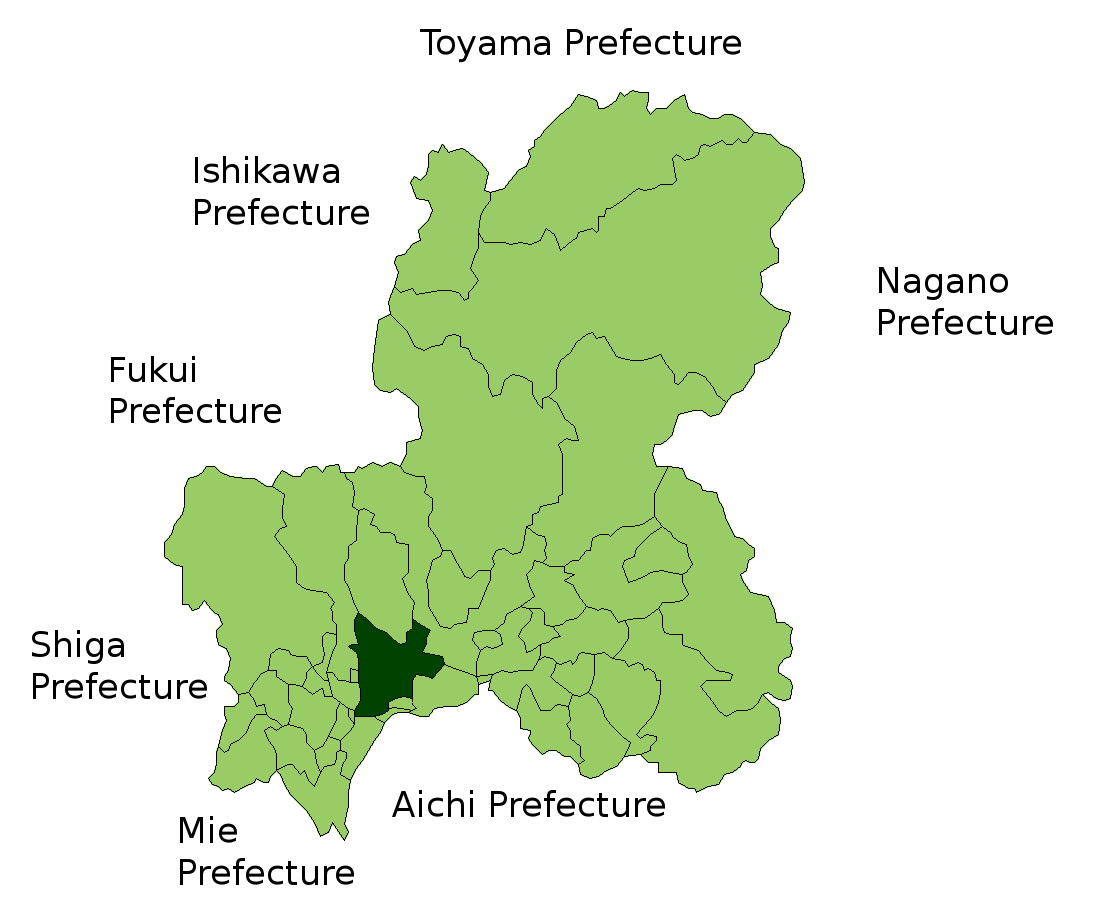
Poloha města Gifu na mapě prefektury Gifu

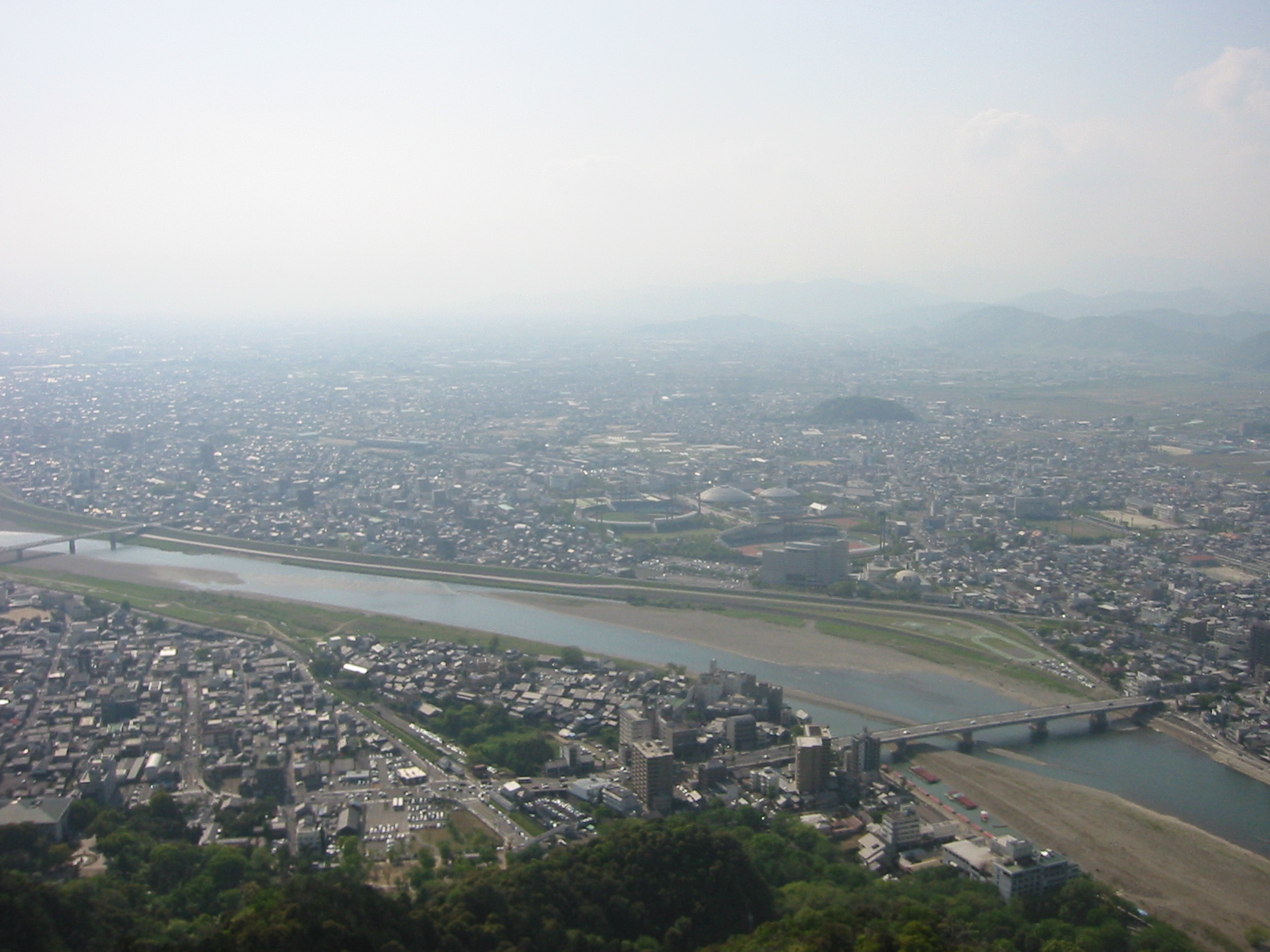
Pohled na město od hradu Gifu

Gifu (japonsky: 岐阜市; Gifu-ši) je hlavní město prefektury Gifu v regionu Čúbu, Japonsko.
Podle odhadu z ledna 2004 mělo město 411 169 obyvatel a hustotu zalidnění 2107,26 ob./km². Jeho celková rozloha je 195,12 km².
Název Gifu dostalo během období Sengoku od Oda Nobunagy. Ten jeho přejmenováním (z Mino) podle legendární čínské Hory Gi chtěl demonstrovat své ambice při sjednocování Japonska.
Město bylo založeno 1. července 1889.

## Rodáci
- Jumi Tomeiová (* 1972) – fotbalistka

## Partnerská města
- Campinas, Brazílie (1982)
- Cincinnati, Spojené státy americké (1988)
- Florencie, Itálie (1978)
- Chang-čou, Čína (1979)
- Meidling, Rakousko (1994)
- Thunder Bay, Kanada (2007)